# تغير المناخ في تونس
تقع تونس في شمال إفريقيا ويحدها البحر الأبيض المتوسط والجزائر وليبيا. بسبب موقعها الجغرافي، تنقسم البلاد إلى ثلاث مناطق: منطقة البحر الأبيض المتوسط في الشمال الشرقي، ومنطقة السهوب القاحلة في الوسط، ومنطقة صحراوية في الجنوب. عند النظر إلى تأثيرات تغير المناخ، تواجه كل منطقة فئة خاصة بها من التهديدات المناخية، حيث يؤدي ارتفاع مستوى سطح البحر إلى تعريض جودة المياه في طبقات المياه الجوفية الساحلية في الشمال الشرقي والمناطق الوسطى والشرقية من البلاد للخطر بسبب هطول الأمطار المتغيرة وارتفاع درجات الحرارة وزيادة الأحداث الجوية المتطرفة مثل الفيضانات.

خريطة تونس لتصنيف مناخ كوبن

لقد أدركت تونس الحاجة الملحة لمعالجة تغير المناخ وتشارك في العمل المناخي الدولي. في عام 2016، وقعت تونس وصادقت على اتفاقية باريس، ملتزمة بالجهود العالمية للحد من ظاهرة الاحتباس الحراري إلى أقل من 2 درجة مئوية. °م. في عام 2021، قدمت وراجعت مساهماتها الوطنية المحددة المحدثة، والتي حددت هدفًا لخفض الانبعاثات بنسبة 45% عن مستويات عام 2010، بحلول عام 2030. ومن خلال التزامات مثل هذه فإن تونس لا تلتزم فقط بحل قضايا المناخ المتنوعة الخاصة بها، بل تلتزم أيضًا بخفض الانبعاثات على نطاق عالمي.

## انبعاثات الغازات المسببة للاحتباس الحراري
تُنتج تونس غالبية انبعاثات غازات الاحتباس الحراري من خلال مجموعة متنوعة من الصناعات. في عام 2022، أنتجت تونس 32.5% من انبعاثات ثاني أكسيد الكربون من خلال إنتاج الكهرباء والتدفئة، و18.3% في الصناعة، و30.8% في قطاع النقل، و8.8% في المناطق السكنية، وحوالي 4% من خلال الزراعة. على المستوى العالمي، تظل تونس من بين الدول ذات النسبة الأدنى من انبعاثات الغازات المسببة للاحتباس الحراري، حيث تحتل المرتبة السابعة في إفريقيا من حيث انبعاثات ثاني أكسيد الكربون للفرد، وتحتل المرتبة التسعين عالميا. وبما أن قطاع النقل والكهرباء والتدفئة يساهم بنحو 64% من إجمالي انبعاثات ثاني أكسيد الكربون، فإن جهود التخفيف في هذه القطاعات ستصبح حيوية بشكل متزايد مع عمل تونس على مكافحة مجموعة متنوعة من القضايا البيئية والاجتماعية الناجمة عن تغير المناخ في جميع أنحاء البلاد.

## التأثيرات على البيئة

### التغيرات في درجات الحرارة والطقس
تنتج تونس غالبية انبعاثات الغازات المسببة للاحتباس الحراري من خلال مجموعة متنوعة من الصناعات. في عام 2022، أنتجت تونس 32.5% من انبعاثات ثاني أكسيد الكربون من خلال إنتاج الكهرباء والحرارة، و18.3% في الصناعة، و30.8% من خلال قطاع النقل، و8.8% في المناطق السكنية، وحوالي 4% من خلال الزراعة. على المستوى العالمي، تظل تونس من بين الدول ذات المساهمة الأقل في انبعاثات الغازات المسببة للاحتباس الحراري، حيث تحتل المرتبة السابعة في إفريقيا من حيث انبعاثات ثاني أكسيد الكربون للفرد، وتحتل المرتبة التسعين على مستوى العالم. وبما أن قطاع النقل والكهرباء والتدفئة يساهم بنحو 64% من إجمالي انبعاثات ثاني أكسيد الكربون، فإن جهود التخفيف في هذه القطاعات ستصبح ذات أهمية متزايدة مع عمل تونس على مكافحة مجموعة متنوعة من القضايا البيئية والاجتماعية الناجمة عن تغير المناخ في جميع أنحاء البلاد.

### الموارد المائية
يُفاقم تغير المناخ مشكلة الأمن المائي في تونس. تعتمد البلاد بشكل كبير على موارد المياه الجوفية الساحلية لدعم الزراعة المروية وإمدادات مياه الشرب. وقد أدت ممارسات الضخ غير المستدامة، مثل الضخ بما يتجاوز القدرة المتجددة، إلى استنزاف المياه الجوفية بمعدلات غير مستدامة وأدت إلى تسرب مياه البحر إلى طبقات المياه الجوفية. يؤدي الإفراط في استغلال المياه الجوفية إلى جانب خطر ارتفاع مستوى سطح البحر في البحر الأبيض المتوسط، والذي تفاقم بسبب تغير المناخ، إلى زيادة معدل تسرب المياه المالحة إلى طبقات المياه الجوفية، مما يجعل المياه غير صالحة للاستخدام.
على الصعيد العالمي، تم الاعتراف بتونس باستمرار كواحدة من أكثر البلدان التي تعاني من ضغوط مائية، حيث احتلت المرتبة العشرين في تقييم معهد الموارد العالمية. شهدت تونس خلال السنوات القليلة الماضية انخفاضًا حادًا في هطول الأمطار بعد الجفاف الذي استمر من عام 2017 إلى عام 2020. ومع هطول 110 ملايين متر مكعب من الأمطار من سبتمبر 2022 إلى مارس 2023، شهد متوسط هطول الأمطار انخفاضًا كبيرًا مقارنة بمتوسط سنوي بلغ 520 مليون متر مكعب قبل عام 2020. ونتيجة لمزيج من استنزاف المياه الجوفية وتدهور الجودة وزيادة الطلب المتوقع على مياه الشرب، من المتوقع أن تفقد تونس 75% من مواردها المائية الساحلية بحلول عام 2050.
لا يزال شحّ مياه الشرب يُشكّل تهديدًا مُقلقًا لسكان تونس. وتتوقع الأمم المتحدة أن تشهد تونس زيادةً في الطلب على مياه الشرب بنسبة 38%، بالتزامن مع انخفاضٍ في موارد المياه المتجددة بنسبة تتراوح بين 31% و61% بحلول عام 2100. شهدت البلاد نقصًا تاريخيًا في المياه في عام 2023، مما دفع الحكومة التونسية إلى تنفيذ تقنين المياه لأول مرة في العديد من المناطق بما في ذلك الحمامات وسوسة والمنستير والمهدية وصفاقس.

## التأثيرات على الناس

### الزراعة

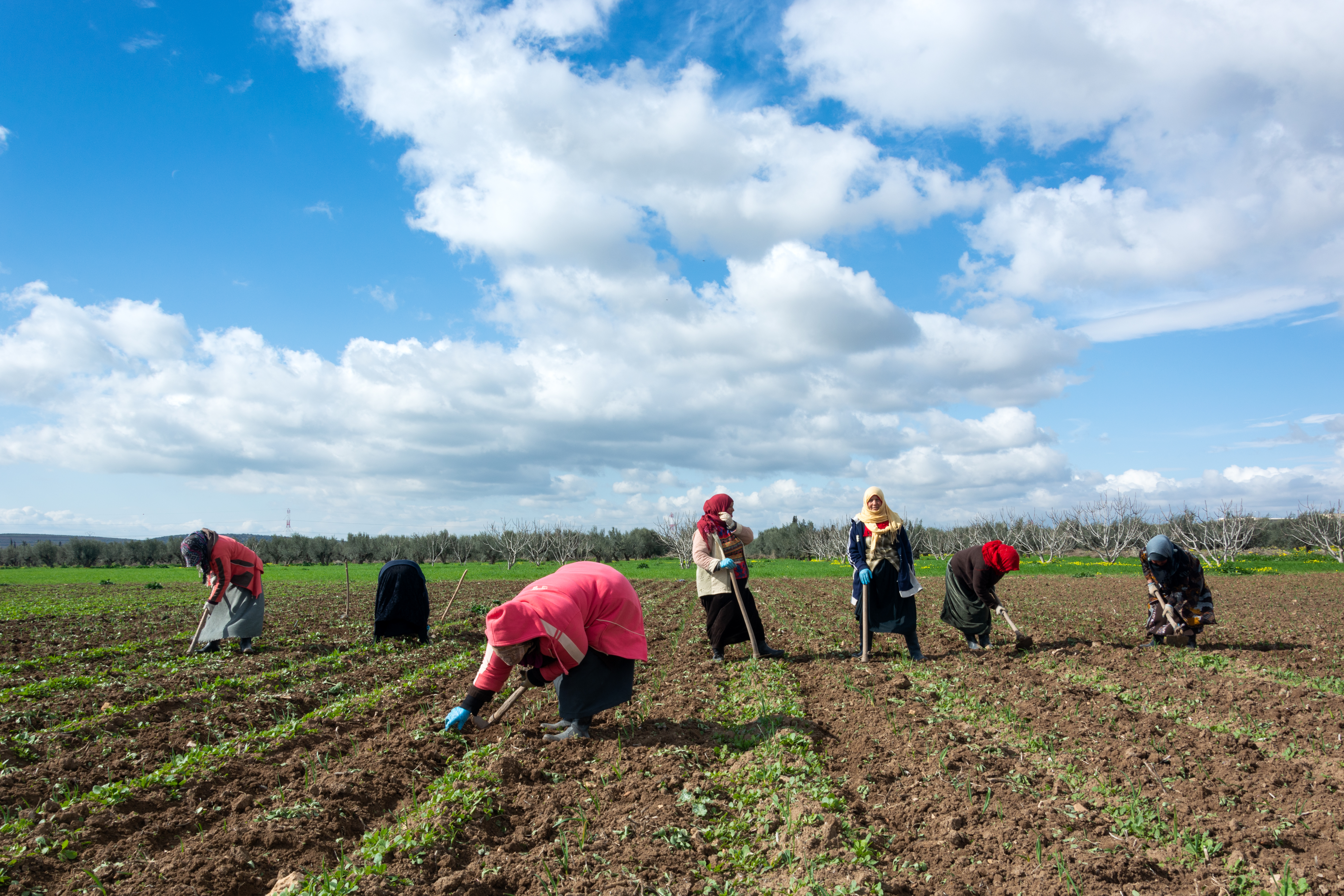
نساء تونسيات يعملن في الحقل الزراعي

تعتمد تونس اعتمادًا كبيرًا على المحاصيل البعلية لدعم قطاعها الزراعي ومجتمعاتها الريفية. تُعدّ الزراعة قطاعًا رئيسيًا في تونس، حيث ستمثل 10% من الناتج المحلي الإجمالي في عام 2022، وتُوظّف 14% من القوى العاملة في البلاد. ومع ذلك، ومع تأثير تغير المناخ على أنماط الطقس المحلية، فمن المتوقع أن تشهد تونس معدلات أعلى من الجفاف، مما يؤدي إلى انخفاض غلة المحاصيل وخلق مشاكل في إنتاج الغذاء.
من المتوقع أن تتأثر المحاصيل الرئيسية في تونس، كالقمح والشعير والزيتون، بشدة بموجة الجفاف المتزايدة. وقد شهدت البلاد بالفعل انخفاضًا في الإنتاج الزراعي بنسبة 12% بين عامي 2000 و2017. يمكن أن تؤدي مشاكل الإنتاج الزراعي إلى ندرة الغذاء بين المواطنين التونسيين. وقد أظهر استطلاع للرأي أُجري في يناير 2023 أن 73% من التونسيين أعربوا عن "قلقهم إلى حد ما" أو "قلقهم الشديد" بشأن قدرتهم على توفير الغذاء لأسرهم خلال الأشهر الستة المقبلة.
تتأثر غلة المحاصيل في تونس أيضًا بتدهور التربة. وتشير التقديرات إلى أن 70% من الأراضي في جميع أنحاء البلاد تتأثر بالتآكل والملوحة واستنزاف المغذيات. يتم تسريع هذه العملية بشكل كبير بسبب ارتفاع درجات الحرارة حيث يتأثر انخفاض رطوبة التربة ومعدلات التعرية بشكل مباشر بالحرارة.
وبما أن 75% من الأراضي الزراعية في تونس تواجه بالفعل مشكلة التصحر، فإن المزارعات يعانين بشدة من الآثار المدمرة لتغير المناخ. 

### مصايد الأسماك
بالإضافة إلى الزراعة، تُعدّ مصايد الأسماك عنصرًا أساسيًا في الناتج المحلي الإجمالي التونسي، والأمن الغذائي، وسبل عيش المجتمعات الساحلية. يُشكّل تغير المناخ تهديدًا كبيرًا لقدرة النظم البيئية البحرية على الصمود عالميًا، وخاصةً في البحر الأبيض المتوسط الذي يُمثّل 7.5% من الحيوانات البحرية في العالم، و18% من النباتات البحرية، بينما لا يُمثّل سوى 0.7% من مساحة محيطات العالم، مما يُؤدّي إلى تركيزات عالية من التنوع البيولوجي في المنطقة. ترتفع درجات الحرارة في البحر الأبيض المتوسط بنسبة 25% أسرع من بقية المحيط في المتوسط، مما يعرض النظم البيئية البحرية التي تدعم إنتاج مصائد الأسماك في تونس لخطر الانهيار.

### السياحة

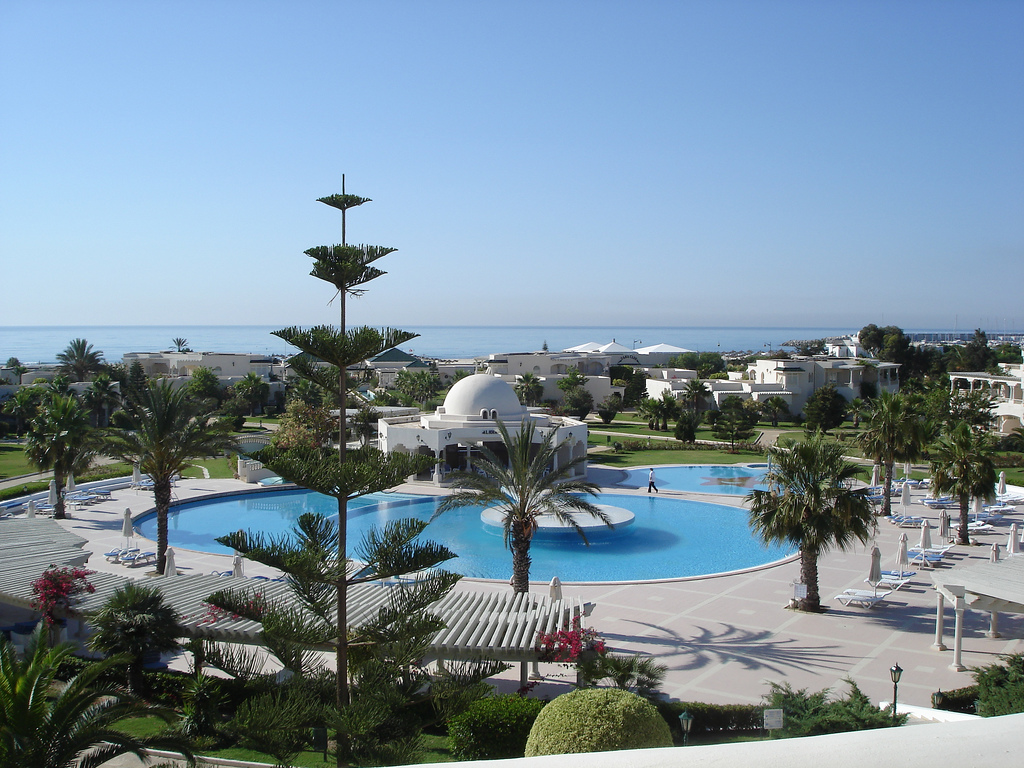
منتجع تونسي على ساحل البحر الأبيض المتوسط

تشكل السياحة لاعبا رئيسيا في الاقتصادات الوطنية والإقليمية في تونس. ومن المتوقع أن تساهم السياحة في عام 2024 بمبلغ 23 مليار دينار تونسي وتمثل 14% من إجمالي الإنتاج الاقتصادي في جميع أنحاء البلاد. كما تعمل السياحة أيضًا كقطاع أساسي لنمو الوظائف، مع زيادة بنسبة 3.9% على أساس سنوي، ومن المتوقع أن توفر 418،000 وظيفة في عام 2024. تعتمد السياحة في تونس على تنوعها الجغرافي، حيث تتركز السياحة بشكل رئيسي في المناطق الجبلية والساحلية. ومن المتوقع أن يؤثر تغير المناخ على السياحة الساحلية مع ارتفاع مستويات سطح البحر وتآكل الشواطئ. وعلاوة على ذلك، ومع تزايد وتيرة الطقس المتطرف، من المتوقع أن تؤدي الأحداث مثل ارتفاع منسوب البحر والعواصف إلى تفاقم تدهور سواحل تونس، مما يقلل من إمكانات السياحة في المناطق الساحلية.
في المناطق الجبلية، تعتمد منتجعات التزلج في تونس، مثل تلك الموجودة في جبال الخروميري، على مناخ شتوي مستقر. ومع ذلك، من المتوقع أن تؤدي درجات الحرارة المرتفعة إلى تقصير موسم الشتاء، مما يقلل من تساقط الثلوج، وبالتالي، إمكانية ممارسة الرياضات الشتوية مثل التزلج على الجليد والتزلج على الجليد وغيرها من الرياضات الشتوية. ومع انخفاض مدة ونوعية موسم الشتاء، قد تشهد تونس انخفاضًا في عدد السياح الذين يزورونها لممارسة الرياضات الشتوية، مما يؤثر ليس فقط على المنتجعات ولكن أيضًا على الاقتصادات المحلية المحيطة التي تعتمد على السياحة الموسمية.

### ارتفاع منسوب البحار
كما ذُكر سابقًا، يُشكّل ارتفاع منسوب مياه البحر، الناجم عن تغيّر المناخ العالمي، مخاطر جسيمة على المناطق الساحلية في تونس، مما يُؤدي إلى مجموعة من المشاكل التي تؤثر بشكل مباشر على البيئة والمجتمعات المحلية. ومع ارتفاع منسوب مياه البحر، ستبدأ المناطق الساحلية بالتآكل، مما يُهدد بغمر البنية التحتية الحيوية أو إلحاق أضرار جسيمة بها، بما في ذلك المراكز السياحية والمناطق السكنية. وسيكون لهذا تأثير كبير على تونس، حيث تلعب السياحة دورا حيويا في الاقتصاد الوطني من خلال المساهمة في الناتج المحلي الإجمالي وتوفير فرص العمل.
يُصنَّف حوالي 68% من سواحل تونس على أنها معرضة بشكل متوسط إلى شديد لآثار ارتفاع مستوى سطح البحر وتآكل السواحل. وتشير التوقعات إلى احتمال ارتفاع مستوى سطح البحر بما يتراوح بين 30 و50 سنتيمترًا بحلول نهاية القرن الحادي والعشرين. وسوف يشكل هذا الارتفاع، إلى جانب العواصف الأكثر تواترا وشدّة، مثالا واضحا على تآكل المناطق الساحلية، مما يؤدي إلى المزيد من الخسائر في الأراضي والممتلكات ومواقع التراث الثقافي.
إلى جانب الأضرار المادية التي تلحق بالمناطق الساحلية، يُهدد ارتفاع منسوب مياه البحر أيضًا موارد المياه العذبة من خلال تسرب المياه المالحة إلى طبقات المياه الجوفية الساحلية. وتونس، التي تعاني بالفعل من ندرة مائية كبيرة، تعتمد اعتمادًا كبيرًا على احتياطيات المياه العذبة الجوفية لمياه الشرب والري. مع ارتفاع منسوب مياه البحر، قد تتسرب المياه المالحة إلى هذه الموارد الجوفية، مما يجعلها غير صالحة للشرب وغير صالحة للاستخدام الزراعي. سيؤدي تسرب المياه المالحة إلى تفاقم نقص المياه في البلاد، مما يؤثر على الزراعة - وخاصة في السهول الساحلية - ويقلل من توافر مياه الشرب النظيفة لسكان المدن المتزايدين. ومع تناقص مصادر المياه العذبة بالفعل، سيزيد تسرب المياه المالحة من الضغط على إمدادات المياه في تونس، مما يؤثر على الأمن الغذائي والصحة العامة.

## التخفيف

### جهود الحكومة
تهدف الحكومة التونسية إلى تحقيق 35% من الطاقة المتجددة بحلول عام 2030 مقارنة بـ 3% التي تمتلكها الآن. بالإضافة إلى ذلك، تخطط الدولة لتغطية 50% من احتياجات البلاد من الكهرباء من مصادر متجددة بحلول عام 2035، و100% بحلول عام 2050. تمثل هذه الأهداف 75% من التزام تونس بخفض انبعاثات الغازات المسببة للاحتباس الحراري. ورغم أن هذه الأهداف المناخية طموحة، فإن الأساليب التي تنتهجها الحكومة لتحقيقها تتعرض لانتقادات شديدة. وعلى وجه التحديد، كانت هناك مخاوف بشأن النقل القسري للسكان ومصادرة الأراضي الزراعية لصالح مشاريع الطاقة المتجددة، مثل مزارع الطاقة الشمسية وطاقة الرياح.
ومن أجل تحقيق أهدافها المناخية، واصلت الحكومة التونسية إصلاح عملية التخطيط لسياساتها في أعقاب ثورة 2011، مع التركيز على عملية المشاركة وتمكين السلطات المحلية. يمنح تنفيذ قانون السلطات المحلية، الذي تم اعتماده في أبريل 2018، الحكومة المحلية سلطة اتخاذ القرارات بشأن الإدارة البيئية. ابتداءً من عام 2021، اتخذت تونس خطوات واسعة نحو تطوير خطة التكيف الوطنية، والتي تركز على تخطيط استخدام الأراضي والتنمية الاقتصادية والاجتماعية.
وفقًا للمساهمة الوطنية المحددة المحدثة التي قدمتها في عام 2021، حددت تونس هدفًا لخفض الانبعاثات بنسبة 13% بحلول عام 2030 مقارنة بسيناريو العمل المعتاد، مع إمكانية تحقيق خفض إضافي بنسبة 47% اعتمادًا على الدعم الدولي. تُحدد المساهمات المحددة وطنياً المُنقّحة أيضاً الإجراءات الرئيسية في قطاعات مثل الطاقة المتجددة، وكفاءة الطاقة، والزراعة، وإدارة المياه، مع التركيز على استراتيجيات التخفيف والتكيف. يُعدّ قطاع الأغذية الزراعية جزءاً أساسياً من الاقتصاد التونسي، وهو مُعرّض بشكل خاص لتأثيرات تغير المناخ. قد تُعرّض هذه التهديدات لإنتاج الغذاء وتوافر المياه سبل العيش والأمن الغذائي للخطر، مما يُؤكد أهمية هذه الأهداف المناخية.

### الجهود المدنية
اجتمعت المجتمعات المحلية في تونس لوضع خطط مبتكرة للتخفيف من آثار تغير المناخ، مثل تجميع مياه الأمطار، وإعادة تدوير النفايات، وإضاءة الشوارع الموفرة للطاقة. وقد عمل صندوق الأمم المتحدة للتنمية الرأسمالية مع الحكومة التونسية لتعزيز جهود التخفيف المحلية من خلال مرفق المعيشة المحلية المتكيف مع المناخ (LoCAL)، الممول من الاتحاد الأوروبي. يتيح هذا توجيه الأموال نحو نُهُج تصاعدية للتخفيف من آثار تغير المناخ، ويُمكّن المجتمعات المحلية من تنفيذ جهود التخفيف على أساس كل حالة على حدة. يُقدّم مرفق LoCAL تمويلًا مناخيًا للحكومات المحلية على شكل منح المرونة المناخية القائمة على الأداء (PBCRGs). تُحفّز هذه الأموال التنمية المحلية المقاومة لتغير المناخ، وتُشجّع المشاركة والمشاريع المحلية.

## التكيف
رغم تصنيف تونس كمركزٍ مناخيٍّ ساخن، إلا أن الرئيس التونسي كريس سعيد فشل في جعل التكيف مع المناخ أولويةً له. وتباطأت حكومته في تنفيذ سياسات مناخية فعّالة، واستثمرت بشكلٍ محدود في مجال التكيف مع المناخ، لا سيما في قطاعي الزراعة وإدارة المياه. لقد تراجعت الجهود المبذولة في مجال الحوكمة البيئية وتغير المناخ في ظل عدم الاستقرار السياسي في تونس.
مع ذلك، اتُّخذت إجراءات تكيف مع تغير المناخ، ركّزت بشكل رئيسي على إدارة ندرة المياه، وتآكل السواحل الناجم عن ارتفاع مستوى سطح البحر، والتكيف مع الظواهر الجوية المتطرفة. وقد وضعت تونس الخطة الوطنية للتكيف (NAP) لتوجيه جهود التكيف مع تغير المناخ في قطاعات مختلفة، مثل الطاقة والمياه والزراعة والصحة. وتسعى تونس أيضًا إلى الحصول على تمويل دولي لدعم مبادراتها.

## التعاون الدولي
لقد قطعت الحكومة التونسية خطوات كبيرة باستمرار نحو تأكيد التزامها بتحقيق أهداف المناخ. مع التصديق على بروتوكول كيوتو في يناير 2003، قطعت تونس وعدها إلى جانب بلدان أخرى بالحد من انبعاثات الغازات المسببة للاحتباس الحراري. وأكدت الدولة في وقت لاحق تعهداتها بشأن المناخ من خلال التوقيع على اتفاقية باريس في أبريل/نيسان 2016 ثم التصديق عليها في عام 2017، وهو التزام عالمي يضمن عدم ارتفاع درجات الحرارة العالمية إلى ما يزيد عن 2 درجة مئوية. °م.

## وصلات خارجية
- تغير المناخ والسياحة (النسخة الإنجليزية) | منظمة السياحة العالمية (بالإنجليزية)